# Andriej Kapaś
Andriej Kapaś (* 11. August 1989 in Kiew, Ukraine) ist ein ehemaliger polnischer Tennisspieler.

## Karriere
Andriej Kapaś begann mit fünf Jahren mit dem Tennis. Auf der Juniortour war sein größter Erfolg der Einzug ins Viertelfinale der Doppelkonkurrenz bei den Australian Open im Jahr 2007. Seine beste Platzierung in der Juniorenweltrangliste war ein kombinierter 105. Rang im Januar 2007.
Ab 2005 trat Kapaś bei den Profis vereinzelt auf unterklassigen Turnieren der ITF Future Tour an, seit 2007 regelmäßig. Im Einzel gelang ihm erst 2008 der Einzug in ein Viertelfinale, im Doppel war er erfolgreicher und gewann seine ersten beiden von insgesamt 23 Futuretiteln. Er beendete das Jahr sowohl im Einzel als auch im Doppel in den Top 1000. In der darauffolgenden Saison gelang ihm in Posen der erste Halbfinaleinzug im Doppel auf der ATP Challenger Tour, wodurch er zum ersten Mal in den Top 500 im Doppel stand. Der endgültige Durchbruch gelang Kapaś jedoch nicht, er schied auf der Challenger Tour häufiger in den ersten beiden Runden aus oder überstand die Qualifikation nicht.
Nachdem er im August 2011 in vier aufeinanderfolgenden Futureturnieren dreimal im Finale und einmal im Halbfinale gestanden hatte, bekam er von den Veranstaltern des Challengers in Stettin eine Wildcard für das Doppelfeld. Gemeinsam mit Marcin Gawron spielte er sich ins Finale und schlug dort das kasachische Duo Andrei Golubew und Juri Schtschukin in zwei Sätzen, sodass er in der Weltrangliste bis auf Platz 241 sprang. Auf der Future Tour gewann er im November 2011 seinen einzigen Einzeltitel. Durch diesen Erfolg verbesserte er sich um über 200 Plätze in der Weltrangliste und stand am Jahresende auf dem 576. Rang.
In den Jahren 2012 bis 2014 war er insbesondere im Doppel erfolgreich, so gewann er in den drei Jahren 13 Futures. In Stuttgart startete er in der Qualifikation, scheiterte jedoch in der zweiten Qualifikationsrunde an dem Spanier Daniel Muñoz de la Nava. In seiner Karriere gelang ihm nie der Sprung in ein Hauptfeld eines Turniers der ATP World Tour. Da er auf der Challenger Tour nicht mehr an die Erfolge aus den Vorjahren anknüpfen konnte und häufig bereits in der ersten Runde ausschied, rutschte er in der Weltrangliste ab. Erst in der zweiten Hälfte der Saison 2014 kehrte Kapaś den Trend um und kämpfte sich in der Rangliste wieder nach vorne, sodass er im Einzel in den Top 500 stand und im Doppel an den Top 200 kratzte.
2015 zog er im Doppel in das Challengerfinale in Breslau ein und musste sich mit seinem Partner Frank Dancevic der deutschen Paarung Philipp Petzschner und Tim Pütz geschlagen geben. Im Einzel gelang ihm auf der Challenger Tour in Kyōto der Einzug ins Halbfinale, das er gegen seinen Landsmann und späteren Turniersieger Michał Przysiężny verlor. Im April erreichte er mit dem 323. Rang seine bislang beste Einzel- und mit dem 163. seine beste Doppelplatzierung. Dies sollte seine beste Saison auf Challengerniveau bleiben, in den folgenden Jahren überstand er weder im Einzel noch im Doppel die zweite Runde. Den letzten seinen 23 Futuretitel gewann er 2016 bei einem Heimatturnier in Polen. 2017 nahm er nur selten an Turnieren teil, ehe er 2018 sein letztes Turnier spielte.

## Erfolge
| Legende (Anzahl der Siege)  |
| Grand Slam                  |
| ATP World Tour Finals       |
| ATP World Tour Masters 1000 |
| ATP World Tour 500          |
| ATP World Tour 250          |
| ATP Challenger Tour (1)     |

### Doppel

#### Turniersiege
| Nr. | Datum              | Turnier | Belag | Partner       | Finalgegner                     | Ergebnis |
| --- | ------------------ | ------- | ----- | ------------- | ------------------------------- | -------- |
| 1.  | 18. September 2011 | Stettin | Sand  | Marcin Gawron | Andrei Golubew Juri Schtschukin | 6:4, 6:3 |